# Gallieniella jocquei
Espèce
Gallieniella jocquei est une espèce d'araignées aranéomorphes de la famille des Gallieniellidae.

## Distribution
Cette espèce est endémique de Mohéli aux Comores,.

## Description
Le mâle holotype mesure 3,87 mm et la femelle paratype 4,90 mm.

## Étymologie
Cette espèce est nommée en l'honneur de Rudy Jocqué.

## Publication originale
- Platnick, 1984 : Studies on Malagasy spiders, 1. The family Gallieniellidae (Araneae, Gnaphosoidea). American Museum Novitates, no 2801, p. 1-17 (texte intégral).